# Bethesda (Maryland)
Bethesda je město (oficiálně pouze census-designated place) na východě Spojených států amerických ve státě Maryland, v okrese Montgomery (Montgomery County). Bethesda je severozápadním předměstím Washingtonu, D.C., hlavního města USA. Stejně jako Washington D.C. leží i Bethesda podél řeky Potomac.
V Bethesdě sídlí mj. americký Národní institut pro zdraví (National Institute of Health), mezinárodní organizace pro výměnu mládeže Youth for Understanding (YfU), několik významných firem (např. Lockheed Martin) a velkých luxusních hotelů. V roce 1986 zde byla založena videoherní vývojářská společnost Bethesda Softworks. Bethesda je také oblíbeným místem pro bydlení. V roce 2010 v ní žilo 60 858 obyvatel.

## Osobnosti města
- Robert Gordon (1947–2022), rockabilly zpěvák
- Nils Lofgren (* 1951), kytarista, akordeonista, hudební skladatel a zpěvák
- Thomas Friedman (* 1953), novinář a spisovatel literatury faktu
- Richard Schiff (* 1955), herec
- Ricky Wellman (1956–2013), bubeník
- Daniel Stern (* 1957), herec, režisér a komik
- Michael Mayer (* 1960), divadelní a filmový režisér a herec
- Kýros Rezá Pahlaví (* 1960), poslední íránský korunní princ, titulární íránský šáh
- Julia Louis-Dreyfus (* 1961), herečka a producentka
- Richey Reneberg (* 1965), bývalý tenista
- Ed Brubaker (* 1966), komiksový scenárista a kreslíř
- Mike Tyson (* 1966), bývalý boxer
- Chris Frazier (* 1967), bubeník
- Sean Murray (* 1977), austrálsko-americký herec
- Katie Ledecky (* 1997), plavkyně